# Michael Caine
Sir Michael Caine (CBE, sinh ngày 14 tháng 3 năm 1933) là một diễn viên người Anh. Caine đã xuất hiện trong hơn 160 bộ phim và là một trong hai diễn viên được đề cử cho giải Oscar (nam diễn viên chính xuất sắc nhất và nam diễn viên phụ xuất sắc nhất) trong tất cả các thập niên kể từ thập niên 1960 (người còn lại là Jack Nicholson).
Ông được đánh giá cao về diễn xuất, đặc biệt là trong các bộ phim như Zulu (1964); The Ipcress File (1965), vai Harry Palmer trong Alfie (1966); The Italian Job (1969);The Battle Of Britain (1969); Get Carter (1971); The Man Who Would Be King (1975); Educating Rita (1983); ông giành giải Oscar cho nam diễn viên phụ xuất sắc nhất trong bộ phim Hannah and Her Sisters (1986) và The Cider House Rules (1999); vai Thomas Fowler Người Mỹ trầm lặng (phim 2002); vai Nigel Powers trong bộ phim hài Austin Powers in Goldmember (2002); vai Alfred Pennyworth trong Batman Begins và Hiệp sĩ bóng đêm.
Caine được Nữ hoàng Elizabeth II phong tước hiệp sĩ nhằm ghi nhận những đóng góp của ông cho điện ảnh.